# Директор (керівник)
Директор (від лат. dirigo, фр. directeur «спрямовую, керую») — посада, керівник підприємства чи навчального закладу, організації чи структурного підрозділу (колективу).